# Soultz-Haut-Rhin
Soultz-Haut-Rhin är en kommun i departementet Haut-Rhin i regionen Grand Est (tidigare regionen Alsace) i nordöstra Frankrike. Kommunen ligger i kantonen Soultz-Haut-Rhin som tillhör arrondissementet Guebwiller. År 2022 hade Soultz-Haut-Rhin 7 019 invånare.

## Befolkningsutveckling
Antalet invånare i kommunen Soultz-Haut-Rhin
| Referens: INSEE |